# HD173524
HD173524 — хімічно пекулярна зоря спектрального класу A0, що має видиму зоряну величину в смузі V приблизно  5,1.
Вона  розташована на відстані близько 364,0 світлових років від Сонця.

## Фізичні характеристики
Зоря HD173524 обертається 
порівняно повільно 
навколо своєї осі. Проєкція її екваторіальної швидкості на промінь зору становить  Vsin(i)= 44км/сек.

## Пекулярний хімічний склад
Зоряна атмосфера HD173524 має підвищений вміст 
Hg
.

## Магнітне поле
Спектр даної зорі вказує на наявність магнітного поля у її зоряній атмосфері.
Напруженість повздовжної компоненти поля оціненої з аналізу
становить  342,8± 151,7 Гаус.